# بول إردمان
بول إردمان (بالإنجليزية: Paul Erdman)‏ (19 مايو 1932، أونتاريو في كندا - 23 أبريل 2007، مقاطعة سونوما في الولايات المتحدة)؛ كاتب وروائي أمريكي.

## روابط خارجية
- بول إردمان على موقع IMDb (الإنجليزية)
- بول إردمان على موقع إن إن دي بي (الإنجليزية)